# Statue de la Vierge (Ussel-d'Allier)

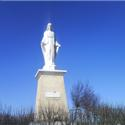
Statue actuelle de Notre-Dame du Retour

La statue de la Vierge Marie – Notre-Dame du Retour – surplombe le village d'Ussel-d'Allier, en Bourbonnais (région Auvergne-Rhône-Alpes). Elle se trouve au nord de la commune, en bordure de la D223, sur les hauteurs qui séparent Ussel d'Étroussat.

## Histoire
La première statue de la Vierge d'Ussel a été érigée après la Seconde Guerre mondiale. Le curé de l'époque, l'abbé Legros, avait consacré Ussel d'Allier et ses environs à la Vierge Marie en 1941 et avait promis d'élever une statue à son effigie si tous les prisonniers d'Ussel-d'Allier et de ses environs (Fourilles, Étroussat) revenaient vivants de la Seconde Guerre mondiale. Tous sont revenus vivants et l'on a construit la statue au sommet du village d'Ussel-d'Allier, sur une colline qui surplombe les environs. Dès le 15 août 1946, la statue de la Vierge est inaugurée, l'évêque de Moulins, le conseil municipal d'Ussel, de nombreux prêtres, et plus de deux mille fidèles venus de toute la région assistent à la cérémonie.
La Vierge Marie est ainsi censée continuer à veiller sur les environs.
C'est pour cela que cette statue est aussi appelée « Statue de la Vierge aux prisonniers ».
En raison de l'action du temps et du vent, ainsi que des mauvais matériaux utilisés pour fabriquer la statue initiale, celle-ci s'est trouvée fortement abîmée au début des années 2000 ; des « fentes ouvertes couraient de la tête jusqu'aux pieds » de la statue. Le conseil municipal d'Ussel-d'Allier a donc décidé de remplacer la statue, cette dernière restant un important symbole pour la région. On opta pour une reproduction de la statue initiale dans un matériau plus solide et c'est M. Perrin, tailleur de pierres à Cérilly qui la réalisa.
La nouvelle statue est installée début août 2005, bénie le dimanche 14 août 2005 par l'évêque de Moulins, Mgr Roland, et inaugurée le 10 septembre 2005.

## Pèlerinage
Tous les ans, dans la nuit du 14 au 15 août, à l'occasion de l'Assomption, une procession est organisée pour célébrer la Vierge Marie : les habitants d'Ussel-d'Allier et des environs se réunissent pour marcher dans la nuit à la lumière de bougies jusqu'à la statue de la Vierge.

## Réception de la statue de la Vierge
La statue fait partie de l'histoire du village et fait figure de repère géographique. Cependant, on remarque que la statue dérange certaines personnes ; en effet, elle a été vandalisée en 2013. Des personnes non identifiées lui ont coupé les deux mains et les ont dispersées dans les champs voisins[réf. nécessaire]. Cependant, la mairie d'Ussel-d'Allier s'est empressée de faire le nécessaire pour réparer la statue.

## Randonnée
Située un peu à l'écart du village, la statue de la Vierge est le point de départ d'un chemin de promenade permettant d'admirer le panorama d'Ussel-d'Allier.